# Tongba
Le tongba (en népalais : तोङवा) est une boisson alcoolisée, obtenue par fermentation alcoolique du millet. Elle est servie chaude ou tiède dans un récipient spécifique, et bue avec une paille. C'est la boisson traditionnelle des Limbu, une ethnie qui vit dans l'Est du Népal. Elle est aussi populaire dans le Sikkim indien, au Tibet et au Bhoutan.

## Étymologie
Le mot tongba désigne en fait le récipient dans lequel l'alcool de millet est traditionnellement servi. Ce récipient particulier est en effet reconnaissable entre tous : traditionnellement en bois cerclé d'argent ou d'or, il est plus récemment produit en bambou ou en aluminium. Par métonymie, le mot tongba en est venu à désigner l'alcool autant que le récipient. 

## Préparation
Cette boisson, qu'on appelle abusivement tongba, fait partie de la famille d'alcools appelés chang (en népalais : छ्याङ). C'en est une des variantes à base de millet. Pour obtenir le tongba, on laisse fermenter des grains complet de millet, après les avoir mélangés au murcha (मर्चा en népali), une sorte de levure. On laisse ensuite reposer l'ensemble au chaud pendant un jour, enroulé dans un tissu. On transfère alors la mixture dans un récipient tongba, qui atteint le degré d'alcool voulu en une à deux semaines, selon la température. Le millet fermenté est prêt à servir mais on décide souvent de le stocker jusqu'à six mois de plus, pour se laisser développer les arômes.
Au moment de servir, on verse de l'eau bouillante dans le récipient dans lequel on a stocké le millet fermenté. Après avoir attendu quelques minutes que le millet infuse, le breuvage est prêt à être consommé à l'aide d'une paille en bambou spéciale, empêchant les grains de millet de remonter. Il est d'usage de remplir à nouveau le récipient d'eau bouillante dès qu'on a fini, jusqu'à ce que l'alcool soit trop dilué.